# 2MASS J15200224−4422419
| 2MASS J15200224−4422419                                 | 2MASS J15200224−4422419           |
| ------------------------------------------------------- | --------------------------------- |
| Beobachtungsdaten Äquinoktium: J2000.0, Epoche: J2000.0 |                                   |
| Sternbild                                               | Wolf                              |
| Rektaszension                                           | 15h 20m 02,2s                     |
| Deklination                                             | −44° 22′ 41.9″                    |
| Helligkeit (J-Band)                                     | gemeinsam: (13,23 ± 0,03) mag     |
| Spektralklasse                                          | A: L1.5 B: L4.5                   |
| Astrometrie                                             |                                   |
| Radialgeschwindigkeit                                   | (−70 ± 18) km/s                   |
| Entfernung                                              | ca. (19 ± 2) pc                   |
| Eigenbewegung:                                          |                                   |
| Rel. Eigenbewegung                                      | (0,73 ± 0,03) arcsec/a            |
| Positionswinkel                                         | (239,9 ± 1,0)°                    |
| Doppelsystem                                            |                                   |
| Trennung                                                | 1",174 ± 0",016 (ca. (22 ± 2) AE) |
| Katalogeinträge                                         |                                   |
| DENIS-P J152002.2−442242                                |                                   |

2MASS J15200224−4422419 ist ein etwa 19 Parsec entferntes Doppelsystem bestehend aus zwei L-Zwergen im Sternbild Wolf. Die beiden Objekte, 2MASS J15200224−4422419 A und 2MASS J15200224−4422419 B, sind knapp 2 Bogensekunden voneinander getrennt, was einer Distanz von etwa 22 AE entspricht. Die Spektralklassen der beiden Komponenten werden auf L1.5 und L4.5 geschätzt.